# Ampulex ceylonica
Ampulex ceylonica är en  stekelart som beskrevs av Karl V. Krombein 1979.
Ampulex ceylonica ingår i släktet Ampulex och familjen Ampulicidae. Inga underarter finns listade i Catalogue of Life.